# ایستگاه راه‌آهن بیابانک
ایستگاه راه‌آهن بیابانک آخرین ایستگاه قبل از ایستگاه سمنان (درصورت حرکت از تهران به سمت مشهد) در مسیر گرمسار-مشهد است که توسط آلمانی‌ها از روز ۲۴ اسفند ۱۳۱۶ آغاز و زیرسازی و ریل گذاری آن تا ایستگاه شاهرود به طول ۳۱۵ کیلومتر تا سال ۱۳۲۰ به اتمام رسید. ساختمان‌های این ایستگاه در بازه سال‌های ۱۳۱۶ تا ۱۳۲۰ ساخته شده.